# Hilmar Sturm
Hilmar Sturm, auch „Hil“ genannt, (* 14. August 1939 in Graz; † 12. April 1982 am Großvenediger, Tirol) war ein österreichischer Bergsteiger.

## Leben
Im Jahr 1939 als erstes Kind von Adele und Heinrich Sturm geboren. Zusammen mit seinen beiden jüngeren Brüdern wuchs er auf der elterlichen Landwirtschaft in Raaba auf.
Nach Volks- und Hauptschule arbeitete er als Schmied und Schlosser bei der Firma Spari in Raaba.
Durch die Mutter wurde ihm und seinen Brüdern die Liebe zu den Bergen vermittelt und nach den steirischen Bergen wurden auch viele weitere österreichische Gipfel bestiegen. Sein Lieblingsberg war der Hochschwab, wo er Sommer und Winter unterwegs war.
Hilmar Sturm nahm ab 1968 an mehreren Expeditionen in Hindukusch, Himalaya und Karakorum teil, dabei gelangen auch wichtige Erstbesteigungen und Erstbegehungen.
Auch in Ostafrika, Alaska und Peru wurden Gipfel von ihm bestiegen.
1980 erhielt er für seine Verdienste um das Land Steiermark das Große Ehrenzeichen des Landes Steiermark, verliehen durch Josef Krainer.
Nur wenige Wochen vor einer geplanten Expedition auf den K2 rutschte er bei einer Schitour auf den Großvenediger beim Abstieg aus, stürzte in ein Schneeloch und ertrank im darunter liegenden Bach.

## Alpinistische Leistungen (Auszug)
- Hindukusch 1968 Expedition der Hochtouristengruppe Graz

mit Heinz Badura, Dr. Arndt Schüssler, Hilmar Sturm
Gipfel:
Harmupot Zorn (5800 m)
Bashkargolo Zorn (5400 m)
Ghochhar Sar (6265 m)
Shachiokun Zorn (6246 m)
- Ostafrika 1971

Gipfel:
Mt.Kenia-Nelion (5188 m)
Batian (5199 m)
Pt. Lenana (4985 m)
Kilimandscharo (5895 m)
Mawenzi (5175 m)
- Karakorum 1971 Expedition der Hochtouristengruppe Graz

mit Horst Schindlbacher, Dr. Jerzy Hajdukiewics, Hanns Schell, Hilmar Sturm, Kurt Pirker
Gipfel:
Malubiting (7459 m) Erstbesteigung
- Alaska 1973 Ski-Expedition der Hochtouristengruppe Steiermark

mit Horst Schindlbacher, Hans und Lilo Schell, Hilmar Sturm, Stefan Moser, Gerwalt Pichler, Herbert Zefferer, Leo Schlömmer
Gipfel:
Mt. McKinley (6190 m), erste Skibefahrung
- Karakorum 1974 Österreichische Karakorum-Expedition

mit Alois Furtner, Sepp Partenkirchner, Hias Schreder, Robert Schauer, Georg Bachler, Hilmar Sturm
Gipfel:
Skirish Sar (6500 m)
- Karakorum 1975 Oberösterreichische Karakorum-Expedition

mit Eduard Koblmüller, Fred Pressl, Alois Furtner, Fritz Priesner, Gustav Ammerer, Cristoff Pollet, Hilmar Sturm
Gipfel:
Chogolisa (7655 m) Erstbesteigung
- Himalaya 1976 Österreichische Himalaya-Expedition

mit Hanns Schell, Robert Schauer, Hilmar Sturm, Siegfried Gimpel
Gipfel:
Nanga Parbat (8125 m) 6. Besteigung auf neuer Route durch die Rupalflanke „Schellroute“
- Peru 1978

Gipfel:
Jirishancachica (5430 m)
Nina Shanca (5620 m)
- Karakorum 1979 Österreichische Gasherbrum II-Expedition

mit Hanns Schell, Kurt Diemberger, Dr. Karl Hub, Hilmar Sturm, Walter Lösch, Gerald Gruber
Gipfel:
Gasherbrum II (8035 m)
- Himalaya 1981 Österreichische Himalaya-Expedition

mit Hanns Schell, Hilmar Sturm, Georg Sachler, Robert Schauer
Gipfel:
Makalu (8481 m), wegen Schneeblindheit hat Hilmar den Gipfel nicht erreicht, nur Robert Schauer erreichte allein den Gipfel.
- Karakorum 1982 K2-Expedition

mit Hanns Schell, Georg Bachler, Walter Lösch, Werner Sucher, Alois Furtner, Hilmar Sturm ist 2 Wochen vor Abreise tödlich verunglückt